# Timber Creek
'
Timber Creek ist eine Kleinstadt im Outback, die Makalamayi in der Sprache der Aborigines genannt wird und an den Ufern des Victoria River im australischen Northern Territory liegt. Die Stadt befindet sich etwa 600 Kilometer südlich von Darwin. Durch sie führt der Victoria Highway und sie ist die einzige bedeutende Siedlung zwischen der Grenze von Western Australia und der nächstgrößeren Stadt Katherine im Northern Territory.

## Geschichte
Die Stadt liegt im angestammten Gebiet der Aborigines der Ngaliwurru und Nungali, die dort seit Jahrtausenden lebten.
Augustus Charles Gregory war der erste Europäer, der als Entdeckungsreisender in dieses Gebiet vorstieß und dort im Oktober 1856 an den Ufern des Victoria River lagerte, weil sein Boot repariert werden musste. An dem in Australien bekannten Flaschenbaum, der etwa 15 Kilometer westlich von der Stadt entfernt lim Gregory's Tree Reserve liegt und heute noch besichtigt werden kann, ritze Gregory die Daten mit July 2nd 1856 ein. Gregory gab der Stadt ihren Namen und nahm dabei Bezug auf das Holz (Timber) vor Ort, das er für die Ausbesserung seines Boots verwendete. Der Fluss war bedeutend für die Entwicklung von Timber Creek, da er den Transport von Frachten ab 1844 zum Aufbau der Viehstationen ermöglichte, darunter die Victoria River Downs Station. Diese war in jener Zeit die größte Viehstation Australiens. Mitte der 1890er Jahre wurde im Ort eine Polizeistation eröffnet. 1911 sicherte ein Depot am Fluss die Versorgung der lokalen Viehstationen. In den 1930er Jahren kam es zur Aufgabe des Frachtentransports über Schiffe, da eine Verbindungsstraße gebaut wurde. 1975 erfolgte die Ernennung zur Stadt.

### Zweiter Weltkrieg
Im Zweiten Weltkrieg wurde zur Verhinderung einer japanischen Landung eine Aufklärungseinheit stationiert, die das Küstengebiet observierte. 1996 erwarb die Regierung von Australien für Trainingszwecke ein Gelände einer ehemaligen Viehzuchtstation von 8700 km², das sie Bradshaw Field Training Area nannte und sie nun für militärische Schießübungen nutzt.

### Native Title von 2019
Die Aborigines der Ngaliwurru und Nungali erhielten am 13. März 2019 einen Native Title über 127 Hektar zugesprochen, der teilweise innerhalb der Stadt liegt und sie zusätzlich umschließt. Nachdem ihre Rechte nicht beachtet wurden, erstritten sie vor Gericht eine Schadensersatzforderung in Höhe von AUD 2,7 Mill. Da bei diesem Rechtsstreit eine Forderung von AUD 1,3 Mill. für einen Schaden an spirituellen und kulturellen Werten der Aborigines berücksichtigt wurde, gilt es als richtungsweisend für künftige Auseinandersetzungen.

## Infrastruktur
Timber Creek hat eine Klinik, ein Gesundheitszentrum und eine Schule, in der im Jahr 2010 rund 95 Prozent der Schüler indigener Abstammung beschult wurden.
Die Kleinstadt hat einen Kaufladen, eine Tankstelle, Hotels und Restaurants, einen Caravanpark und ein Touristikbüro. Der Gregory Flaschenbaum und der Gregory National Park, der im Westen der Stadt liegt, lockt Besucher an. Angler kommen in die Stadt, um im Victoria River nach Barramundi zu fischen und gibt Angebote für Bootsfahrten. Die Polizeistation ist denkmalgeschützt und beherbergt ein Museum für lokale Geschichte, sie wurde 1980 restauriert.
Busse halten am Roadhouse am Victoria Highway und es gibt eine Landepiste für Flugzeuge, die während der Regenzeit geschlossen wird.